# Baptiste Santamaria
Baptiste Santamaria   (Saint-Doulchard, 9 de març de 1995) és un futbolista professional francès que juga com a migcampista central al  València CF.

## Carrera de club
Santamaria es fa formar al Tours. Va debutar a la Ligue 2 el 18 d'octubre de 2013 contra el CA Bastia substituint Bryan Bergougnoux als 88 minuts en una victòria per 2-1 fora de casa a l'Stade Armand Cesari.
El 25 de juny de 2016, Santamaria va fitxar per l'Angers de la Ligue 1 després que aquest últim hagués rebutjat prèviament una oferta de traspàs de 400.000 € de l'Angers al Tours.
El setembre de 2020, Santamaria va ser fitxat pel club de la 1. Bundesliga SC Freiburg després de llargues negociacions amb l'Angers. La revista esportiva alemanya Kicker va informar que la tarifa de transferència era "d'uns 10 milions d'euros", la més alta de la història de l'SC Freiburg.
El 17 d'agost de 2021, Santamaria va ser transferit al Rennes, club de la Ligue 1, per un preu estimat de 14 milions d'euros.
El 22 de gener de 2025, Santamaria va ser cedit a l'Olímpic de Niça per a la resta de la temporada 2024-25, amb una opció de compra.
El 7 d'agost de 2025, Santamaria va fitxar pel València CF de La Liga amb un contracte de 2 anys.